# Gautrain

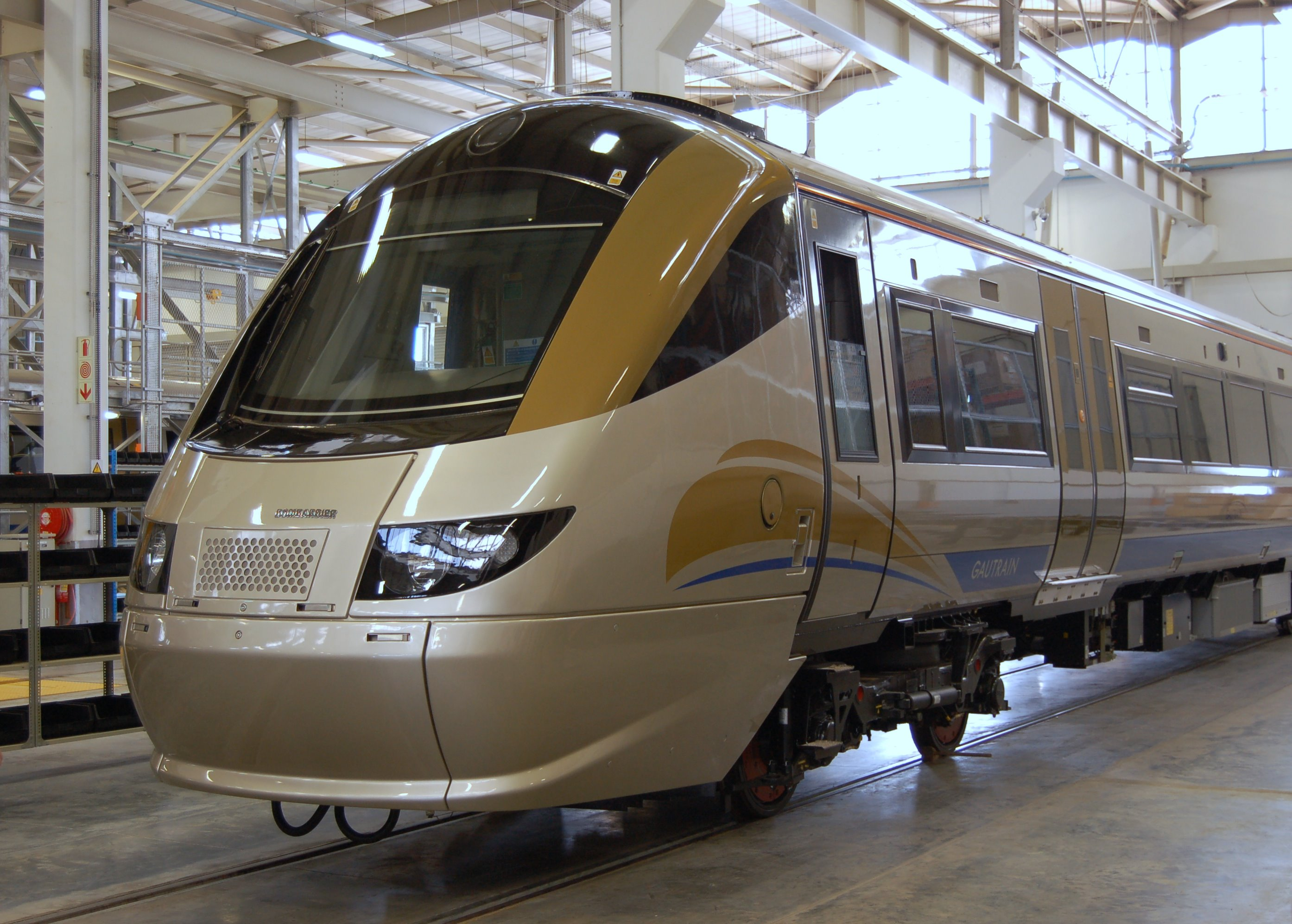
Gautrain w zajezdni.

Trasa kolei Gautrain. Pasiasty odcinek znajduje się pod ziemią.

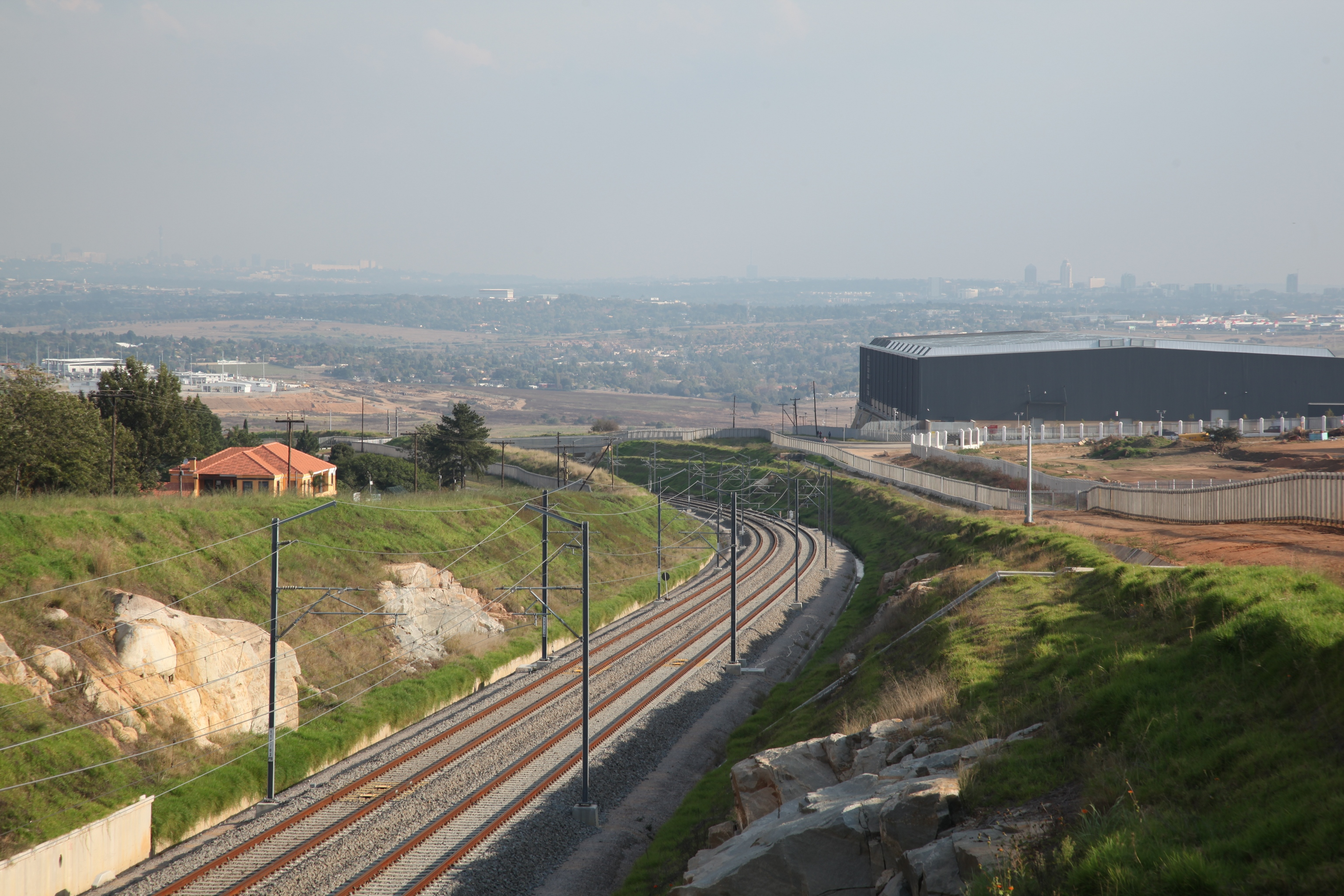
Tory kolejowe Gautrain w Midrand.

Gautrain – to 80-kilometrowa trasa szybkiego transportu łącząca w sobie cechy metra jak i kolei podmiejskiej zbudowana w prowincji Gauteng w Południowej Afryce.
Łączy stolicę kraju Pretorię z największym miastem RPA – Johannesburgiem. Celem budowy jest odciążenie ruchu drogowego wspomnianych miast i stworzenie alternatywy dla nieudolnego systemu transportu publicznego w prowincji Gauteng.
Budowa rozpoczęła się we wrześniu 2006, zakończono ją 7 lipca 2010.
Linię Gautrain obsługują 24 pociągi, przemieszczające się z prędkością 160 km/h, tak więc podróż z Johannesburga do Pretorii zajmuje tylko 42 minuty, a podróż z Sandton (pośrodku linii) do lotniska jedynie 15 minut.

## Stacje
- Johannesburg – (stacja pod powierzchnią)
- Rosebank – (stacja pod powierzchnią)
- Sandton – (stacja pod powierzchnią)
- Marlboro – (stacja na powierzchni)
- Midrand – (stacja na powierzchni)
- Centurion – (stacja na estakadzie)
- Pretoria – (stacja na powierzchni)
- Hatfield – (stacja na powierzchni)
- Rhodesfield – (stacja na estakadzie)
- Lotnisko – (stacja na estakadzie)